# ウォッシングマシーン・チャーリー
ウォッシングマシーン・チャーリー（Washing Machine Charlie）とは、第二次世界大戦中に日本軍作戦機が実施した単独夜間飛行に対して連合国軍が与えたニックネームである。アメリカ海軍による夜間戦闘機開発のきっかけとなった。

## 概要
「ウォッシングマシーン・チャーリー」と呼ばれる日本軍の行動は、1942年に始まったガダルカナル島の戦いの頃から知られるようになった。
当時、日本軍は様々な理由から夜間単独飛行を試みていた。主な目的は偵察や夜間艦砲射撃照準用の信号弾投下、そして連合軍将兵の睡眠妨害（いわゆるハラスメント攻撃）である。このうち、ハラスメント攻撃を試みる作戦機のけたたましい騒音がメイタグ製エンジン式洗濯機を思い起こさせたことから、「ウォッシングマシーン・チャーリー」というニックネームが生まれたという。そのほかにもベッドチェック・チャーリー（Bed Check Charlie）など、同種の作戦機に対するニックネームは複数知られている。
「チャーリー」は騒音による安眠妨害を試みたほか、時には小規模な爆撃や無差別な照明弾投下を行うこともあった。そのため、「チャーリー」が去った後も連合国軍将兵らは警戒の維持を余儀なくされたのである。当時、アメリカ陸軍航空軍は夜間航空戦向けの機材も経験も欠いていたため、ありあわせの手段で対抗するほかになかった。当初はA-20攻撃機による迎撃が試みられたが失敗に終わり、その後はP-38戦闘機と地上基地の探照灯および高射砲を連携させることで多少の迎撃に成功していた。一方、夜間航空戦に投入しうる装備を有していなかったアメリカ海軍では、「チャーリー」に対抗するべくイギリス空軍や陸軍と共同して研究に着手することとなる。
アメリカ海軍における夜間戦闘機開発にはアファーム計画（Project Affirm）というコードネームが与えられ、W・E・G・テイラー中佐（W. E. G. Taylor）が責任者として指名された。テイラーはかつてイギリス空軍イーグル飛行中隊（アメリカ人による義勇飛行隊）に勤務した経験があった。計画は1942年4月18日から開始され、およそ1年後の1943年4月10日にはアメリカ海軍初の夜間飛行隊として第75夜間戦闘航空隊（VF(N)-75）が設置された。指揮官にはウィリアム・J・ウィドヘルム少佐（William J. Widhelm）が任命された。彼らに配備された夜間戦闘機は、F4U-1コルセア戦闘機にレーダー等を追加搭載した実験機だった。
1943年8月1日、ウィドヘルム少佐以下17名（飛行士6名、下士官兵11名）が戦闘機6機と共に南太平洋へと派遣される。VF(N)-75はソロモン諸島の地上基地を拠点に「チャーリー」の駆逐に乗り出し、着々と戦果を上げていった。その後、アメリカ海兵隊の第531夜間戦闘航空隊（VMF(N)-531）も迎撃に加わり、以後「チャーリー」の活動は減少していった。